# Steiermärkischer Kunstverein Werkbund
Der Steiermärkische Kunstverein Werkbund (STKVWB), gegründet 1863 von Franz von Meran, dem Sohn Erzherzog Johanns, ist  als Förderverein für zeitgenössische Kunst angelegt worden – mit dauerhaftem Sitz in Graz, aber Zugang für Künstler aus der gesamten Steiermark und darüber hinaus.

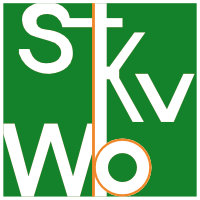
Logo des Steiermärkischen Kunstvereins Werkbund seit 2020

## Geschichte
Nach Gründung des Grazer Landesmuseums Joanneum, dem heutigen Universalmuseum Joanneum, durch Erzherzog Johann 1811 fand die Initiative der Familie der Grafen Meran eine Fortsetzung in der Gründung des Steiermärkischen Kunstvereins. Als erster Präsident dieses neuen Kunstvereines hat er von 1865 diesen wesentlichen Schritt zur Förderung zeitgenössischer Kunst und des Kunstverständnisses der Steirer geleistet.
Kunstfreunde, Literaten und bildende Künstler haben diesen Verein gemeinsam in seinen Zielen ausgerichtet. Dabei haben sie Kunst und Bildung gleichermaßen als ihre Aufgabe gesehen und von vornherein für die Kunst wesentliche Persönlichkeiten für den Verein gewonnen.
Zur Zeit der Nationalsozialisten wurden alle Kunstvereine aufgelöst und ihr Vermögen eingezogen. Danach wurden die Vereine wiedereröffnet und sie stellten Anspruch auf Restitution ihres Vermögens. Dieses floss dem Bau des Künstlerhauses Graz zu, in dem der Kunstverein fortan das Recht auf wiederkehrende Jahresausstellungen hat.
Aus dem Kunstverein heraus wurde 1899 die Vereinigung Bildender Künstler Steiermarks gegründet. Unter seiner Schirmherrschaft fanden 1923–1926 die ersten Ausstellungen der Sezession Graz statt und auch der Künstlerbund Graz verdankt dem Steiermärkischen Kunstverein seine Entstehung im Jahr 1925. 1952 gründeten die Künstler den Werkbund im Steiermärkischen Kunstverein, um ihre Anliegen selber zu vertreten.
Heute prägen insgesamt über 150 Aktive das künstlerische Antlitz des Vereins, hiervon entfallen rund 75 % auf den Kreis der bildenden Künstler. Künstlerische Mitglieder aus 15 Nationen runden die bunte Palette ab, hinzu kommen noch ca. 300 fördernde Kunstfreunde.
Der Steiermärkische Kunstverein Werkbund hat junge Kunst und Künstler immer gefördert und dabei das Prinzip der Uneigennützigkeit verfolgt – war nie gewinnorientiert. Heute besitzt der Verein eine eigene Galerie in der vornehmlich junge Künstler des Vereins, aber auch externe Künstler ausstellen können. Curt Schnecker war in seiner Zeit als Präsident die treibende Kraft hinter der Gründung dieser Ausstellungsmöglichkeit. Ihm war die Förderung dabei vordergründig wichtig.
Dem bereits in den Gründungssatzungen enthaltenen pluralistischen Gedankengut folgend öffnete sich der Steiermärkischen Kunstverein Werkbund in den zehn Jahren unter Schnecker über die Sparten der bildenden Kunst und Literatur hinaus der Objekt- und Materialkunst, der Keramik, Tapisserie, künstlerischen Fotografie und Musik.

## Verstorbene bedeutende Künstler, oft auch Ehrenmitglieder
- Erwin Huber (1929–2006), Bildhauer
- Erich Unterweger (1928–2007), Bildhauer und bildender Künstler
- Hans Adametz (1896–1966), Keramiker, Bildhauer und Kunsterzieher
- Edith Mayer-Hammer (1926–2011), akademische Malerin
- Adolf A. Osterider[4] (1924–2019), akademischer Maler
- August Plocek, Maler, Grafiker, Ausstellungsarchitekt[5]
- Peter Richard Oberhuber, Präsident, Maler und Grafiker[6]
- Ulf Mayer (1926–2018), Bildhauer, wechselte später zur Vereinigung der bildenden Künstler Steiermark
- Heribert Schwarzbauer[7],  (1922–2009)

## Präsidenten
- ab 1865 Franz von Meran[8]
- 1869–1870 Moritz Ritter von Schreiner[9]
- ab 1900 August Franz Christian Wilhelm Gurlitt
- 1905–1908 Franz Wibiral (* 1840, † 1914)[10]
- 1922–1931 Heinrich Wastian[11]
- 1948–1950 Richard Mell[12]
- ab 1950 Hans Schipper
- ab 1955 Pipo (Josef) Peteln (2. Präsident)[13]
- 1961–1967 Rudolf Szyszkowitz[14]
- ab 1969 Werner Augustiner[15]
- 1976–1985 Peter Richard Oberhuber[16]
- 1985–1988 Heinz Pammer[17]
- 1988–1999 Adolf Anton Osterider[18]
- 2000–2020 Curt Schnecker[19]
- seit 2020 Bernd-Fritz Holasek[20][21]

## Mitglieder (Auswahl  aus dem Jubiläumsbuch)
(Quelle: )
- Christian Gollob[24][25]
- Philipp Grein (* 1988), Künstler und Unternehmer
- Herbert Wallner[26]
- Adolf Bachler[27]
- Claudia Perhofer-Pöllabauer[2]
- Frank Peter Hofbauer
- Heide Osterider-Stibor[28]
- Olga-Liselotte Häusler[29]
- Heinz A. Pachernegg
- Herlinde Almer
- Ambrosch Adelheid
- Ruth Barg
- Monika Bender
- Monika Binder
- Paul Brenner
- Susanne Buchebner
- Martin Czerwinka
- Franz Donner
- Kerstin Eberhard
- Erika Eybek
- Theres Fauland-Nerat
- Johann Fortmüller
- Edeltraud Führer
- Karin Groll
- Gerhard Guttmann
- Len Hagendoorn
- Eva Haiden
- Daniel A. Hofer[3]
- Hois „Shugle“ Eduard
- Hojnik-Dorojevic Cvetka
- Petra Holasek
- Maria Holzapfel
- Marina Horvat
- Karin Host
- Erika Hovanyi
- Doco Ikonic
- J. Martin Karlik
- Gerda Kraxner-Güssing
- Kurt Lamberger
- Maria Theresia List
- Elisbeth Luschin-Ebengreuth
- Annemarie Maruna
- Arthena Maxx
- Rosa Meister
- Stefanie Menzinger[30]
- Waltraud Mohoric
- Friedrich Moser
- Manfred Möstl
- Edith Müller-Abt
- Christa Nickl
- Adolf A. Osterider
- Ingrid Paar
- Peter Paar
- Heinz A. Pachernegg
- Alfred Peklar
- Gerlinde Peklar
- Irena Polanec
- Johann Prutti
- Dieter Puntigam
- Margit Resch
- Sabine Reininghaus[31]
- Helgard Ryzienski
- Ingrid Sailer
- Barbara Schmidt
- Inge Schrötter
- Sepp Steurer
- Franz Strauß
- Stefan Temmel „stebo“[32]
- Herta Tinchon
- Gottfried Thum
- Valerie Tschida[33]
- Alfred Url
- Allegra Wagner[34]
- Lara Bojana Wagner
- Dorothea Weißensteiner
- Wolfgang Windisch
- Robert Wilfling[1]